# Eleições presidenciais do Brasil no Ceará
A seguir está uma tabela das eleições presidenciais do Brasil no Ceará, ordenadas por ano. Desde as eleições de 1945.
O estado está situado no norte da Região Nordeste e tem por limites o Oceano Atlântico a norte e nordeste, Rio Grande do Norte e Paraíba a leste, Pernambuco ao sul e Piauí a oeste. Sua área total é de 148 894,442 km², ou 9,37% da área do Nordeste e 1,74% da superfície do Brasil. A população estimada do estado para 1.° de julho de 2021 era de 9 240 580 habitantes, segundo o Instituto Brasileiro de Geografia e Estatística (IBGE), sendo o oitavo estado mais populoso do país.
Os vencedores do estado estão em negrito.

## Partidos com mais vitórias
| Partido | Vitórias | Eleições                             |
| ------- | -------- | ------------------------------------ |
| PT      | 6        | 2002, 2006, 2010 e 2014, 2018 e 2022 |
| UDN     | 3        | 1945, 1950 e 1955                    |
| PTN     | 1        | 1960                                 |
| PRN     | 1        | 1989                                 |
| PSDB    | 1        | 1994                                 |
| PPS     | 1        | 1998                                 |

## Eleições de 1945 até hoje
|  | Mesmo vencedor nacional        |
|  | Vencedor diferente do nacional |

### Nova República (1985–presente)
| Ano  | Turno | Vencedor          | Part. | Votos     | %     | Segundo lugar   | Part. | Votos     | %     | Terceiro lugar    | Part. | Votos     | %     | Ref    |
| ---- | ----- | ----------------- | ----- | --------- | ----- | --------------- | ----- | --------- | ----- | ----------------- | ----- | --------- | ----- | ------ |
| 2022 | 1.º   | Lula da Silva     | PT    | 3.578.355 | 65,91 | Jair Bolsonaro  | PL    | 1.377.827 | 25,38 | Simone Tebet      | MDB   | 66 214    | 1,22  | [ 2 ]  |
| 2022 | 2.º   | Lula da Silva     | PT    | 3 807 891 | 69,97 | Jair Bolsonaro  | PL    | 1 634 477 | 30,03 | -                 | -     | -         | -     | [ 2 ]  |
| 2018 | 1.º   | Jair Bolsonaro    | PSL   | 1 061 075 | 21,74 | Fernando Haddad | PT    | 1 616 492 | 33,12 | Ciro Gomes        | PDT   | 1.998.597 | 40,95 | [ 3 ]  |
| 2018 | 2.º   | Jair Bolsonaro    | PSL   | 1 384 591 | 28,89 | Fernando Haddad | PT    | 3 407 526 | 71,11 | -                 | -     | -         | -     | [ 3 ]  |
| 2014 | 1.º   | Dilma Rousseff    | PT    | 3 087 115 | 68,30 | Aécio Neves     | PSDB  | 676 743   | 14,97 | Marina Silva      | PSB   | 638 115   | 14,12 | [ 4 ]  |
| 2014 | 2.º   | Dilma Rousseff    | PT    | 3 522 225 | 76,75 | Aécio Neves     | PSDB  | 1 067 096 | 23,25 | -                 | -     | -         | -     | [ 4 ]  |
| 2010 | 1.º   | Dilma Rousseff    | PT    | 2.783.451 | 66,30 | José Serra      | PSDB  | 686 891   | 16,36 | Marina Silva      | PV    | 686 770   | 16,36 | [ 5 ]  |
| 2010 | 2.º   | Dilma Rousseff    | PT    | 3.288.570 | 77,35 | José Serra      | PSDB  | 962.729   | 22,65 | -                 | -     | -         | -     | [ 5 ]  |
| 2006 | 1.º   | Lula da Silva     | PT    | 2.852.895 | 71,22 | Geraldo Alckmin | PSDB  | 912.726   | 22,78 | Heloísa Helena    | PSOL  | 148.886   | 3,71  | [ 6 ]  |
| 2006 | 2.º   | Lula da Silva     | PT    | 3 394 007 | 82,38 | Geraldo Alckmin | PSDB  | 725 990   | 17,62 | -                 | -     | -         | -     | [ 6 ]  |
| 2002 | 1.º   | Lula da Silva     | PT    | 1,353,339 | 39.36 | José Serra      | PSDB  | 293,425   | 8.53  | Anthony Garotinho | PSB   | 256,879   | 7.47  | [ 7 ]  |
| 2002 | 2.º   | Lula da Silva     | PT    | 2,497,143 | 71.78 | José Serra      | PSDB  | 981,609   | 28.21 | -                 | -     | -         | -     | [ 7 ]  |
| 1998 | 1.º   | Fernando Henrique | PSDB  | 804,969   | 30.30 | Lula da Silva   | PT    | 872,290   | 32.84 | Ciro Gomes        | PPS   | 909,402   | 34.23 | [ 8 ]  |
| 1994 | 1.º   | Fernando Henrique | PSDB  | 1.517.698 | 61,19 | Lula da Silva   | PT    | 669.425   | 26,99 | Enéas Carneiro    | PRONA | 74.382    | 3,00  | [ 9 ]  |
| 1989 | 1.º   | Fernando Collor   | PRN   | 861 030   | 33,09 | Lula da Silva   | PT    | 321 526   | 12,36 | Leonel Brizola    | PDT   | 505 440   | 19,43 | [ 10 ] |
| 1989 | 2.º   | Fernando Collor   | PRN   | 1478288   | 56,91 | Lula da Silva   | PT    | 1119367   | 43,09 | -                 | -     | -         | -     | [ 10 ] |

### República Populista (1945–1964)
| Ano  | Turno | Vencedor             | Part. | Votos   | %    | Segundo lugar | Part. | Votos   | %    | Terceiro lugar    | Part | Votos   | %    | Ref.   |
| ---- | ----- | -------------------- | ----- | ------- | ---- | ------------- | ----- | ------- | ---- | ----------------- | ---- | ------- | ---- | ------ |
| 1960 | único | Jânio Quadros        | PTN   | 189 372 | 47,2 | Teixeira Lott | PSD   | 184 118 | 45,9 | Ademar de Barros  | PSP  | 27 668  | 6,9  | [ 11 ] |
| 1955 | único | Juscelino Kubitschek | PSD   | 135 779 | 38,3 | Juarez Távora | UDN   | 175 735 | 49,5 | Ademar de Barros  | PSP  | 29 974  | 8,4  | [ 12 ] |
| 1950 | único | Getúlio Vargas       | PTB   | 107 164 | 23,7 | Eduardo Gomes | UDN   | 198 473 | 43,9 | Cristiano Machado | PSD  | 146 484 | 32,4 | [ 13 ] |
| 1945 | único | Eurico Dutra         | PSD   | 108 363 | 37,9 | Eduardo Gomes | UDN   | 164 682 | 57,7 | Iedo Fiúza        | PCB  | 12 543  | 4,4  | [ 14 ] |